# 1717 en santé et médecine
| Années de la santé et de la médecine : 1714 - 1715 - 1716 - 1717 - 1718 - 1719 - 1720    |
| Décennies de la santé et de la médecine : 1680 - 1690 - 1700 - 1710 - 1720 - 1730 - 1740 |

Cet article présente les faits marquants de l'année 1717 en santé et médecine.

## Publications
- Le médecin anglais James Jurin (1684-1750) énonce la loi régissant l’ascension capillaire[1].

## Naissances
- 27 juin : Louis Guillaume Le Monnier (mort en 1799), médecin et botaniste français, un des médecins ordinaires du roi Louis XV puis Louis XVI et, à partir de 1788, Premier médecin du roi.
- 3 juillet : Joseph-Marie-François de Lassone (mort en 1788), médecin français.
- 28 août : João de Loureiro (mort en 1791), prêtre et jésuite portugais, missionnaire en Cochinchine, paléontologue, médecin et botaniste.
- 8 septembre : Vitaliano Donati (mort en 1762), médecin, archéologue et botaniste italien.
- 30 septembre : Giovanni Lodovico Bianconi (mort en 1781), médecin et antiquaire italien.
- 26 novembre : Olof af Acrel (mort en 1806), chirurgien suédois.

## Décès
- 11 mars : Luca Tozzi (né en 1638), médecin italien.

Sans date précise
- Niccolò Manucci (né en 1638), médecin et voyageur vénitien.